# Трновче (Петровац)
Трновче је насеље у Србији у општини Петровац на Млави у Браничевском округу. Према попису из 2022. било је 568 становника.

## Порекло становништва
Село је 1907. године бројало 207 кућа. Најстарије породице су: Живковићи од којих су: Јосићи, Војиновићи, Милојковићи, Папићи и Митровићи досељени са Косова, после њих досељавају се из Црне Горе: Тенићи од којих су: Ивковићи, Живковићи, Ранисављевићи и Петровићи. Обе су породице досељене у другој половини XVII века.
Према пореклу ондашње становништво Трновча из 1907. године, може се овако распоредити:
- Косовско-метохијских досељеника има 5 породице са 98 куће.
- Из Шумадије има 2 породице са 36 куће.
- Црногорских досељеника има 1 породица са 26 куће.
- Из Бугарске има 2 породице са 18 куће.
- Тимочко-крајинских досељеника има 2 породице са 16 куће.
- Из Аустроугарске-данашње хрватске има 1 породица са 8 куће.
- Из околине Лесковца има 1 породица са 4 куће.
- Из Војводине 1 породица са 1 куће.

## Демографија
У насељу Трновче живи 573 пунолетна становника, а просечна старост становништва износи 44,2 година (42,9 код мушкараца и 45,4 код жена). У насељу има 201 домаћинство, а просечан број чланова по домаћинству је 3,52.
Ово насеље је великим делом насељено Србима (према попису из 2002. године).
|  |

| Демографија | Демографија | Демографија |
| Година      | Становника  | Становника  |
| ----------- | ----------- | ----------- |
| 1948.       | 1.256       |             |
| 1953.       | 1.218       |             |
| 1961.       | 1.167       |             |
| 1971.       | 1.134       |             |
| 1981.       | 1.099       |             |
| 1991.       | 973         | 776         |
| 2002.       | 708         | 995         |
| 2011.       | 616         |             |

| Етнички састав према попису из 2002.‍ | Етнички састав према попису из 2002.‍ | Етнички састав према попису из 2002.‍ | Етнички састав према попису из 2002.‍ | Етнички састав према попису из 2002.‍ |
| ------------------------------------ | ------------------------------------ | ------------------------------------ | ------------------------------------ | ------------------------------------ |
|                                      |                                      |                                      |                                      |                                      |
| Срби                                 | Срби                                 |                                      | 704                                  | 99,43%                               |
| непознато                            | непознато                            |                                      | 2                                    | 0,28%                                |

| Година пописа     | 1948. | 1953. | 1961. | 1971. | 1981. | 1991. | 2002. |
| ----------------- | ----- | ----- | ----- | ----- | ----- | ----- | ----- |
| Број домаћинстава | 273   | 271   | 281   | 259   | 242   | 217   | 201   |

| Број чланова      | 1  | 2  | 3  | 4  | 5  | 6  | 7 | 8 | 9 | 10 и више | Просек |
| ----------------- | -- | -- | -- | -- | -- | -- | - | - | - | --------- | ------ |
| Број домаћинстава | 33 | 45 | 28 | 34 | 29 | 17 | 7 | 4 | 3 | 1         | 3,52   |

| Пол    | Укупно | Неожењен/Неудата | Ожењен/Удата | Удовац/Удовица | Разведен/Разведена | Непознато |
| ------ | ------ | ---------------- | ------------ | -------------- | ------------------ | --------- |
| Мушки  | 281    | 42               | 210          | 19             | 10                 | 0         |
| Женски | 318    | 31               | 208          | 67             | 12                 | 0         |
| УКУПНО | 599    | 73               | 418          | 86             | 22                 | 0         |

| Пол    | Укупно                    | Пољопривреда, лов и шумарство | Рибарство                            | Вађење руде и камена | Прерађивачка индустрија       |
| ------ | ------------------------- | ----------------------------- | ------------------------------------ | -------------------- | ----------------------------- |
| Мушки  | 171                       | 122                           | 0                                    | 0                    | 23                            |
| Женски | 112                       | 77                            | 0                                    | 0                    | 10                            |
| УКУПНО | 283                       | 199                           | 0                                    | 0                    | 33                            |
| Пол    | Производња и снабдевање   | Грађевинарство                | Трговина                             | Хотели и ресторани   | Саобраћај, складиштење и везе |
| Мушки  | 0                         | 2                             | 12                                   | 3                    | 3                             |
| Женски | 0                         | 1                             | 12                                   | 0                    | 0                             |
| УКУПНО | 0                         | 3                             | 24                                   | 3                    | 3                             |
| Пол    | Финансијско посредовање   | Некретнине                    | Државна управа и одбрана             | Образовање           | Здравствени и социјални рад   |
| Мушки  | 1                         | 0                             | 3                                    | 1                    | 1                             |
| Женски | 0                         | 0                             | 3                                    | 3                    | 5                             |
| УКУПНО | 1                         | 0                             | 6                                    | 4                    | 6                             |
| Пол    | Остале услужне активности | Приватна домаћинства          | Екстериторијалне организације и тела | Непознато            | Непознато                     |
| Мушки  | 0                         | 0                             | 0                                    | 0                    | 0                             |
| Женски | 1                         | 0                             | 0                                    | 0                    | 0                             |
| УКУПНО | 1                         | 0                             | 0                                    | 0                    | 0                             |